# Ibex (zespół muzyczny)
Ibex (również Wreckage) – krótkotrwały (1969) zespół rockowy z Liverpoolu. Członkiem zespołu był późniejszy wokalista grupy Queen, Freddie Mercury (wtedy Freddie Bulsara). Pozostali muzycy grupy to Mike Bersin (gitara), Mick Smith (perkusja) i John 'Tupp' Taylor (gitara basowa, potem manager Jima Capaldiego). Muzyka grupy określana była często jako progresywny blues, a sami muzycy byli pod wpływem takich artystów jak The Beatles, Cream, Led Zeppelin oraz Jimi Hendrix. W repertuarze zespołu pojawiały się takie utwory jak Communication Breakdown zespołu Led Zeppelin, Jailhouse Rock Elvisa Presleya i liczny dorobek Jimiego Hendrixa oraz Cream. W październiku 1969, perkusistę Micka Smitha zastąpił Richard Thompson grający kiedyś w zespole 1984 razem z Brianem Mayem – późniejszym gitarzystą Queen. Wówczas grupa zmieniła nazwę na 'Wreckage', a miesiąc później, w związku z brakiem sukcesów rozpadła się.
Grupa zagrała ledwie kilka koncertów z prawdziwego zdarzenia. Jeden z nich został nagrany. Był to występ z 9 września 1969, kiedy grupa zagrała w The Sink w Liverpoolu. Podczas występu miały miejsce bisy z przyszłymi członkami Queen Rogerem Taylorem i Brianem Mayem, którzy tamtego dnia, ze swoim zespołem Smile grali w klubie obok. Taśma uwieczniająca koncert skończyła się jednak na kilkanaście minut przed tym wydarzeniem.
Demo Wreckage pt. „Green” i zagrany na żywo przez Ibex cover utworu The Beatles, „Rain” pojawił się na wydanym w 2000 roku boksie Mercury’ego.
W zmodyfikowanym składzie grupa zagrała w 2005 roku na konwencie oficjalnego fan clubu Queen.

## Koncerty
- 23.08.1969 The Bolton's Octagon Theatre, Bolton, UK
- 24.08.1969 Open Air Festival, Queen’s Park, Bolton, UK
- ?. 08.1969 Technical College, St. Helens, UK
- 09.09.1969 The Sink, Liverpool, UK
- 19.09.1969 College Of Technology, St. Helens, UK
- 26.10.1969 Ealing College Of Art, London, UK
- 31.10.1969 Ealing College Of Art, London, UK
- 05.11.1969 Imperial College, London, UK
- 14.11.1969 Liverpool, UK
- 24.11.1969 Wide Deacon Grammar School For Girls, Widness, UK
- 12.11.1969 Rugby Club, Richmond, UK
- ?. 11.1969 College Of St. Martin & St. John
- ?. 11.1969 Ealing College Of Art, London, UK
- ?. 11.1969 Hall Fulham
- 26.11.1969 Rugby Club, Twickenham, UK
- 12.12.1969 Wade Deacon Grammar School